# Jared Blanke
Pas d'image ? Cliquez ici

a Compétitions nationales et continentales officielles uniquement.

Jared Blanke, né le 14 mars 1989, est un joueur australien de rugby à XIII évoluant au poste de pilier.

## Biographie
Jared Blanke possède une solide expérience en Queensland Cup, antichambre de la National Rugby League, avant de s'expatrier en France en signant fin 2017 à Lézignan.